# Heinrich Durège
Heinrich Durège est un mathématicien prussien né à Dantzig le 13 juillet 1821 et mort le 19 avril 1893.

## Biographie
Successivement professeur de mathématiques à Zurich et à l'Université de Prague, où il a comme étudiant Emil Weyr et comme collègue Otto Wilhelm Fiedler.
Il publie de nombreux mémoires d'analyse et de géométrie parus dans les Archiv de Grunert, dans le Journal für die reine und angewandte Mathematik, dans la Schlömilch's Zeitschrift für Mathematik, dans les recueils de l'Académie des sciences de Vienne, etc. 
Il a aussi écrit une notice biographique sur Bessel, Bessel's Leben und Werken (Zurich, 1861).

## Travaux
- Heinrich Durège: Theorie der elliptischen Functionen. B. G. Teubner, Leipzig 1861.
- Heinrich Durège: Elemente der Theorie der Funktionen einer komplexen Veränderlichen Grösse B. G. Teubner, Leipzig 1871.
- Die ebenen Curven dritter Ordnung (Leipzig, 1871, in-8).
- Bessel's Leben und Werken (Zurich, 1861)